# شبكة قدس الإخبارية
شبكة قدس الإخبارية (بالإنجليزية: Quds News Network)‏ (QNN) هي إحدى الوكالات الإعلامية الفلسطينية المستقلة، تعمل على تغطية أخبار فلسطين المحتلة على مدار الساعة، وتتخذ من الإعلام الجديد أداة للتعبير الحر لنقل صورة فلسطين الكاملة، ترى في وجودها جهد نحو تحرير فلسطين من الاحتلال الاسرائيلي، ويعمل غالبية مراسليها بشكل تطوعي ليتحرروا من شروط المموّل.

## الأهداف
تغطية الأخبار اليومية الفلسطينية السياسية والثقافية والاقتصادية والاجتماعية والرياضية والفنية والسياحية، ويسعى موقع ” شبكة القدس” إلى تسهيل الوصول إلى كافة المعلومات والإجابة عن كافة تساؤلات القضايا الفلسطينية بسلاسة وسهولة، والعمل علي إيصال المعلومة المفيدة لكل الناطقين باللغتين العربية والإنجليزية بشكل بسيط، وتسليط الضوء على القصص الفلسطينية الناجحة، وإبراز القضايا الإنسانية المؤثرة وتغطيتها، ودعمها الوقوف على أسبابها.

## الموقع الرسمي
- شبكة القدس الإخبارية